# F. E. Halliday
Frank Ernest Halliday (* 10. Februar 1903; † 26. März 1982) war ein britischer Gelehrter und Schriftsteller. Er war vielschichtig interessiert, jedoch erzielte er größere Bekanntheit durch seine Bücher über William Shakespeare.

## Leben
F. E. Halliday (er bevorzugte für seine Bücher, wie auch bei öffentlichen Auftritten lediglich seine Initialen) wurde in Bradford in West Yorkshire geboren als Sohn von James Albert Halliday und Annie Louise Anderson. Er besuchte das Internat Giggelswick School im 50 km entfernten Settle und studierte am King’s College in Cambridge, wo er 1928 mit dem Masters of Arts (M.A.) abschloss. Er ehelichte im Jahr zuvor Nancibel Beth Gaunt und bekam mit ihr einen Sohn.
Halliday lehrte Englisch und Geschichte am Cheltenham College und leitete auch den Bereich des Englischunterrichts von 1929 bis 1948. Er beendete seine Lehrtätigkeit in jenem Jahr und zog mit seiner Familie nach St Ives in Cornwall, wo Halliday eine zweite Karriere als professioneller Autor begann. Er gab 1953 eine moderne Edition von Richard Carews The Survey of Cornwall heraus. Er schrieb oder edierte in seinem Leben mehr als zwanzig Bücher, darunter den Gedichteband Meditation at Bolerium (1963). Er ordnete sich bescheiden als „ordinary Shakespeare Lover“ (etwa: „gewöhnlicher Shakespearefreund“) ein.

## Bibliographie
Sein Kompendium zu Shakespeare (A Shakespeare Companion) war Wissensgrundlage für sehr viele Leser. Es wurde 1950 erstveröffentlicht und erfuhr zum 400. Geburtstag des großen englischen Dramatikers im Jahre 1964 eine durchgesehene Neuauflage.

## Ausgewählte Arbeiten von F. E. Halliday
- Shakespeare and His Critics (1949)
- The Enjoyment of Shakespeare (1952)
- The Cult of Shakespeare (1957)
- A History of Cornwall (1959)
- Indifferent Honest (Autobiografie) (1960)
- The Life of Shakespeare (1961)
- Unfamiliar Shakespeare (1962)
- England, a Concise History (1964)
- The Poetry of Shakespeare’s Plays (1964)
- An Illustrated Cultural History of England (1967), später aktualisiert zum Jahr 1981
- Chaucer and His World (1968)
- Doctor Johnson and His World (1968)
- Wordsworth and His World (1970)
- Thomas Hardy: His Life and Work (1972)
- The Excellency of the English Tongue (1975)
- Robert Browning: His Life and Work (1975)

Neben dem Schreiben war Halliday als Dozent sehr gefragt. Er war 1964 Shakespeare-Dozent im kanadischen Stratford (Ontario) und hielt Vorträge für den British Council in Spanien und Portugal.